# Oberstufenzentrum Banken, Immobilien und Versicherungen
Das Oberstufenzentrum Banken, Immobilien und Versicherungen ist eine traditionsreiche berufsbildende Schule im Berliner Ortsteil Moabit.
Gegründet wurde sie 1912 durch Versicherungsfachverbände wie den Verein Deutscher Versicherungsbeamten sowie die Berliner Kaufmannschaft als Versicherungsfachschule Berlin. Bereits Anfang der 1920er Jahre wurden über 1000 Schüler unterrichtet.

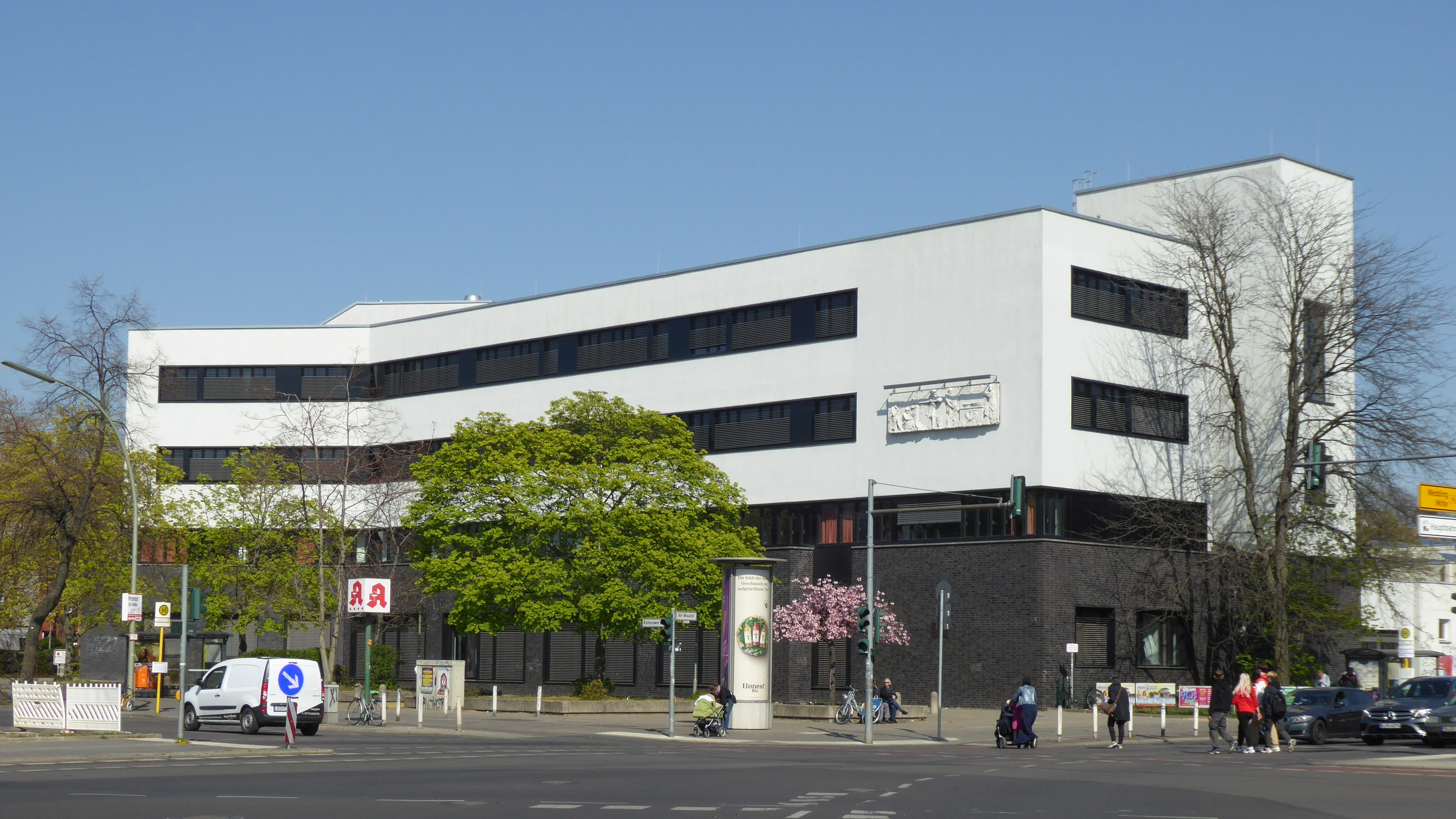
Vorderseite Alt-Moabit / Rathenower Straße
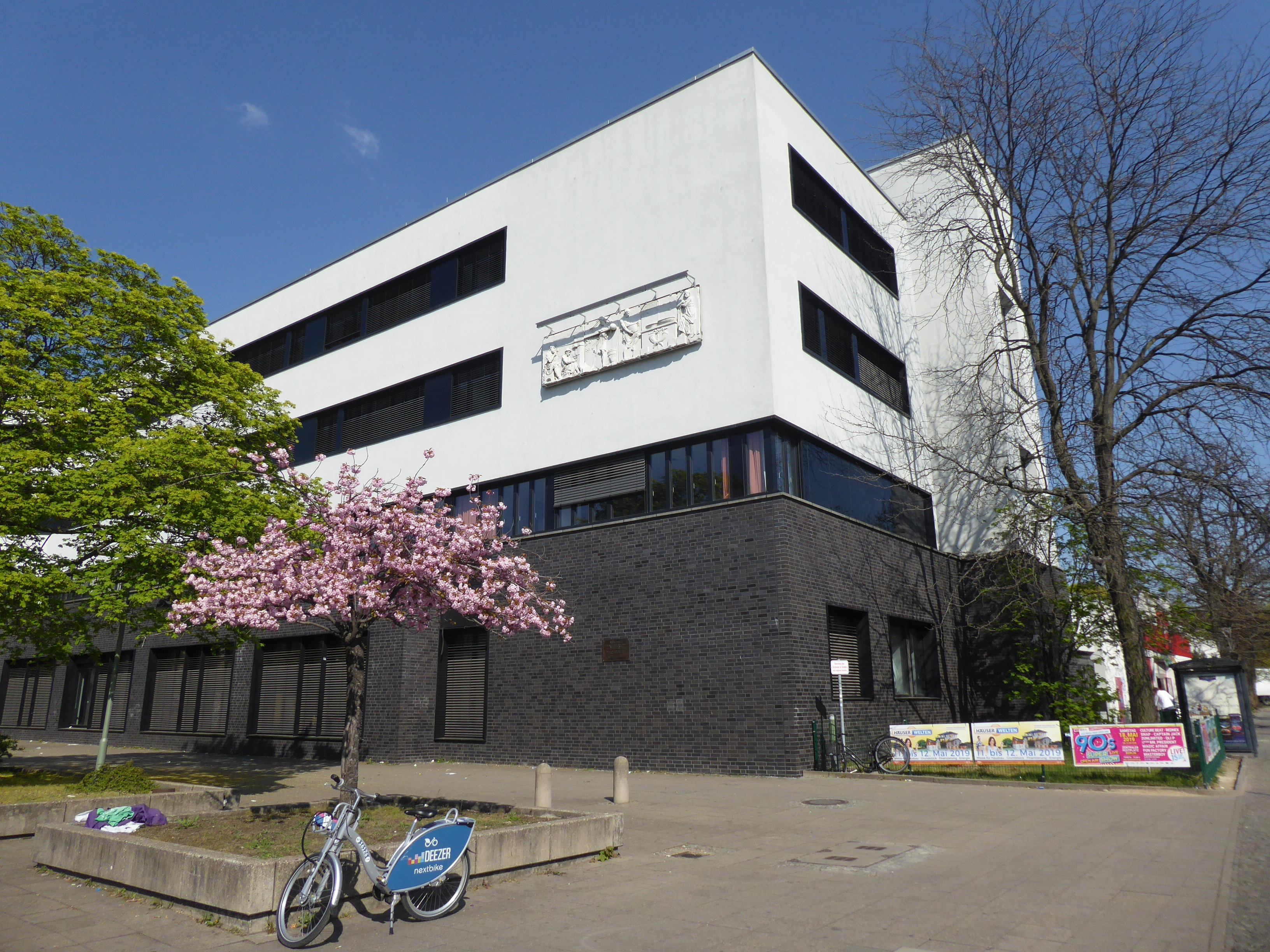
Vorderseite mit Münzfries
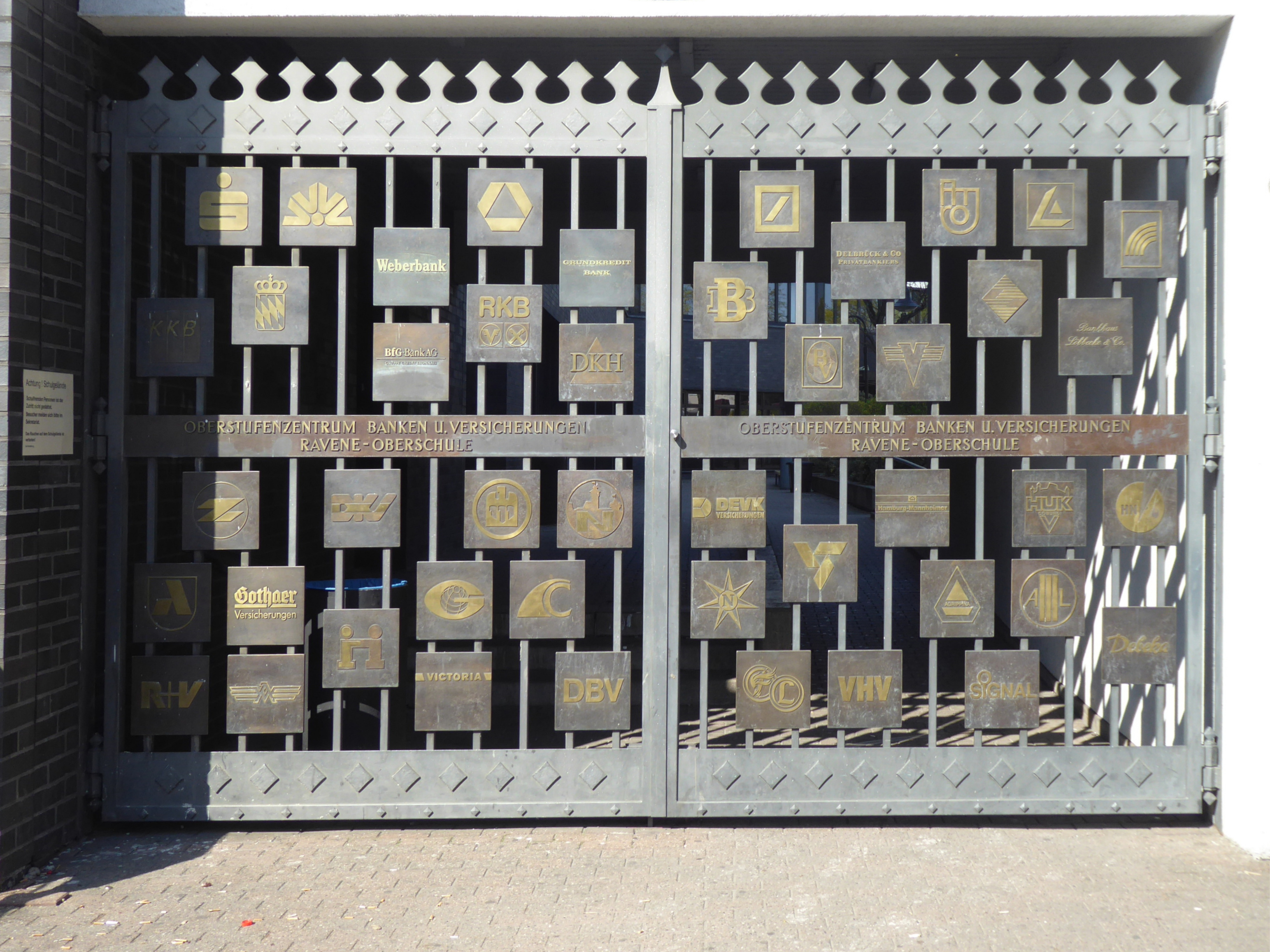
Garageneinfahrt mit Logos der Förderer
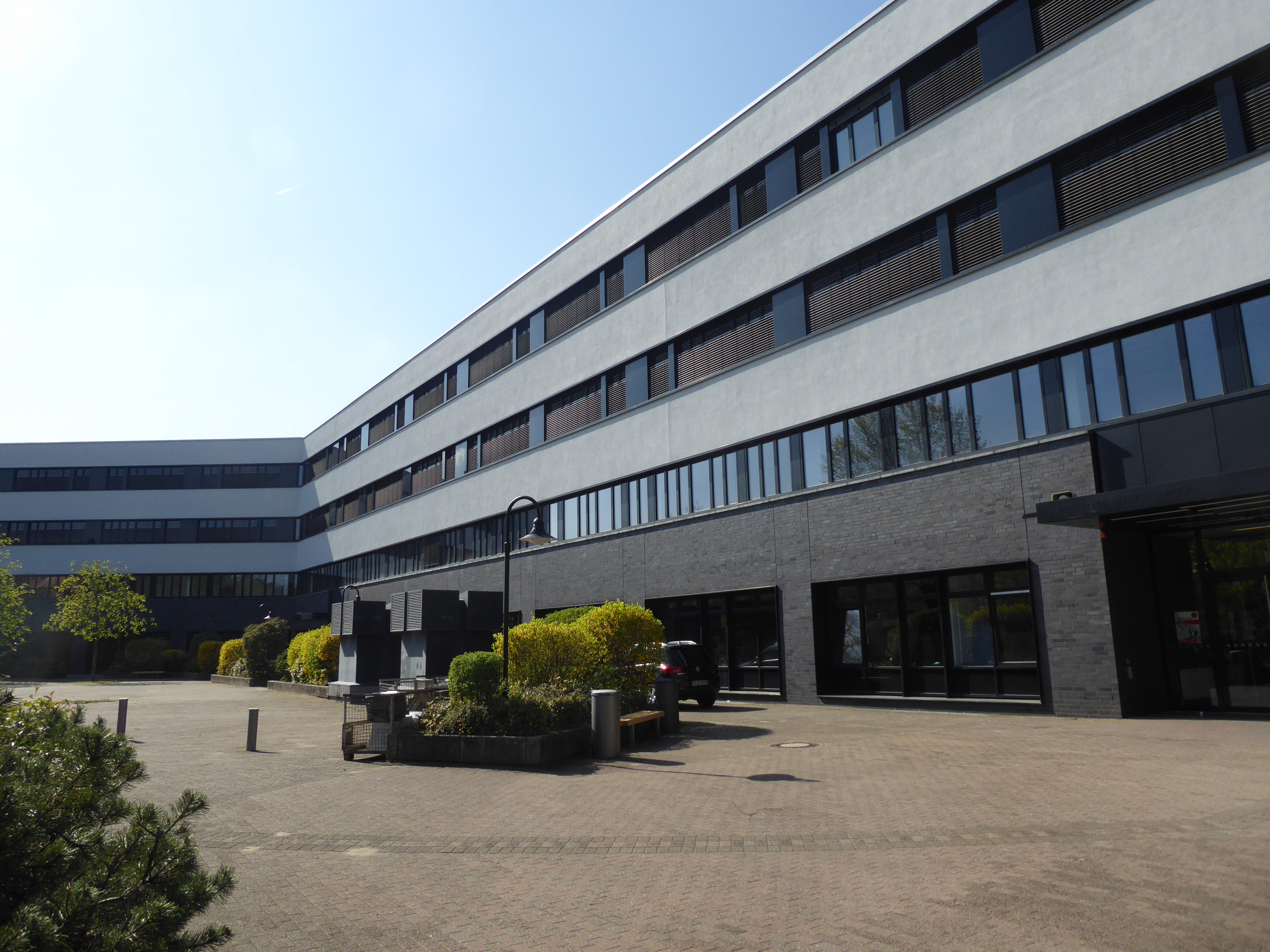
Hofansicht
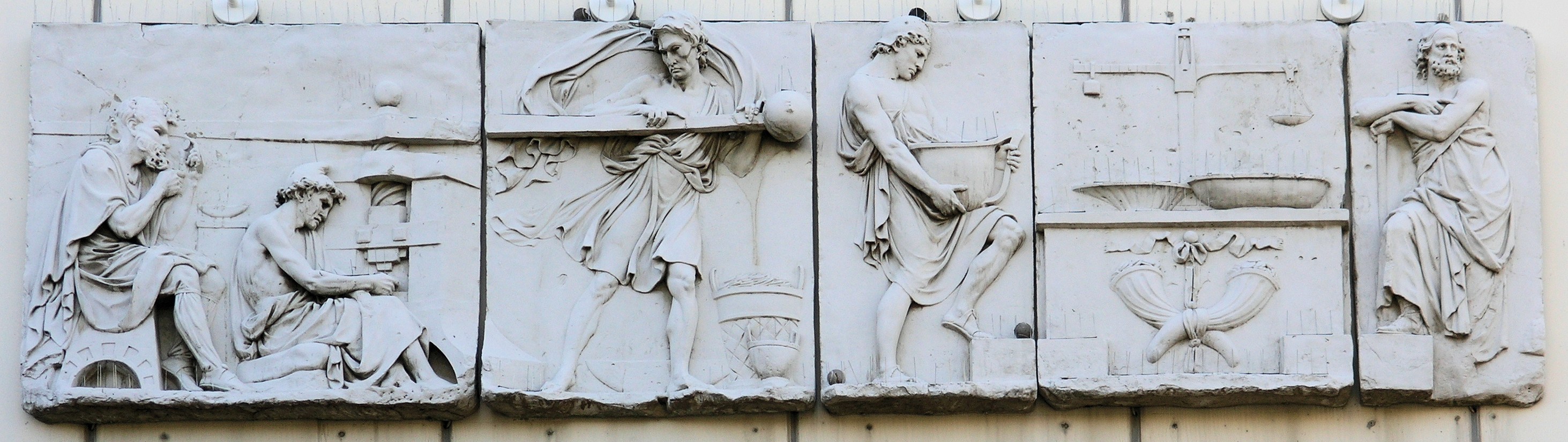
Münzfries von Johann Gottfried Schadow am Schulgebäude Alt-Moabit 10, Berlin
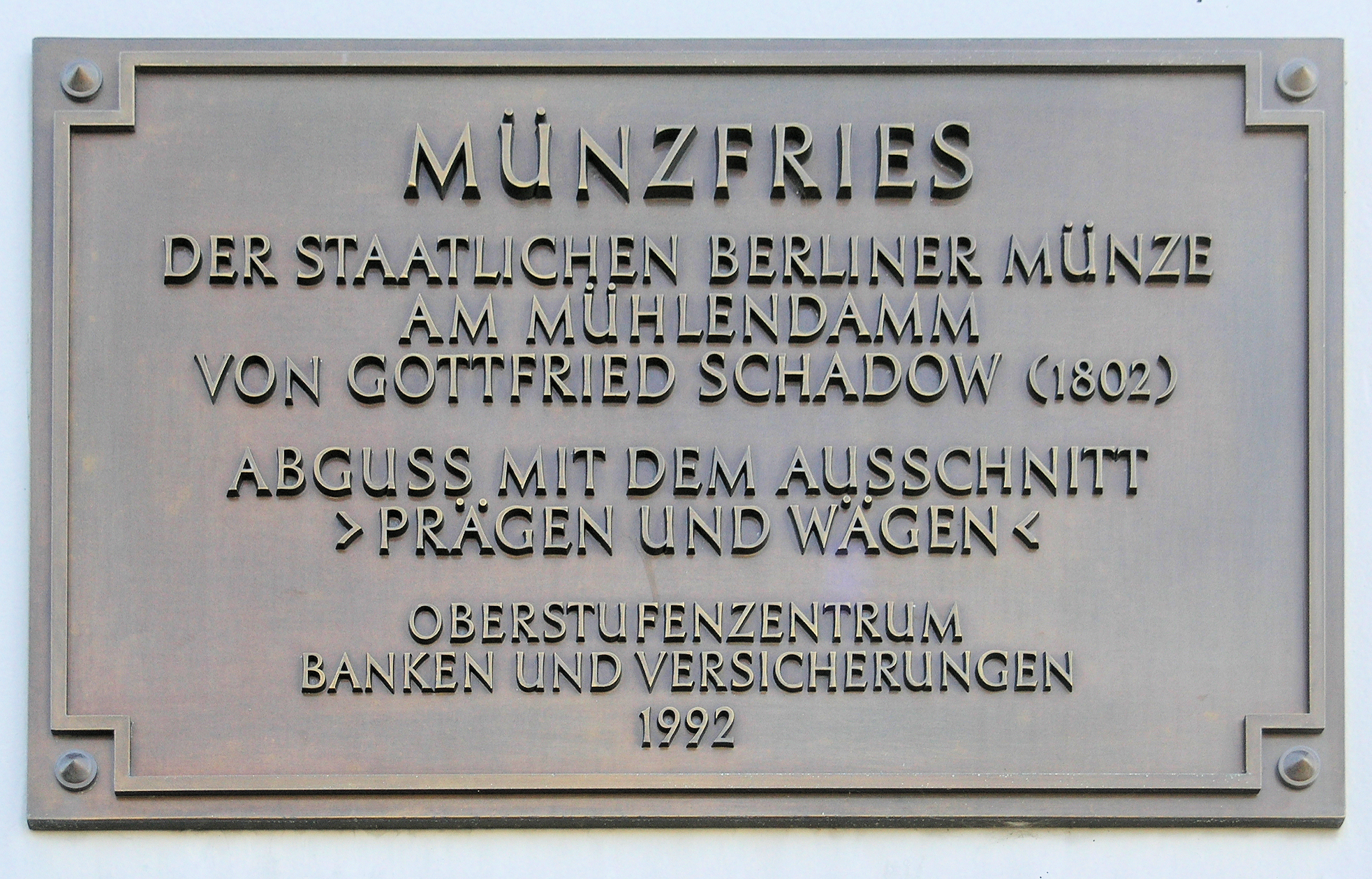
Gedenktafel zum Schadowschen Münzfries am OSZ-Schulgebäude